# Alfaro Vive ¡Carajo!
Alfaro Vive Carajo (AVC), fue una organización política y militar, guerrillera y subversiva ecuatoriana clasificada como terrorista por el gobierno ecuatoriano durante la presidencia de León Febres Cordero, que existió entre los años 1983 y 1991, años donde realizaron diversas acciones armadas y actos delictivos en Ecuador, de influencia colombiana (M-19/FARC-EP) y nicaragüense (Revolución Sandinista). El grupo se formó inicialmente en algún momento de la década de 1970, pero no estuvo activo militarmente durante los primeros años de su existencia sino hasta la década de los 80's.
Una organización militar subversiva abiertamente izquierdista, pero no marxista, se autoidentificaron con la coalición de Izquierda Democrática. El AVC recibió atención nacional por primera vez en 1983, cuando operativos de la organización irrumpieron en al museo de guayaquil y robaron una de las espadas que se atribuyen el expresidente y líder de la Revolución liberal, Eloy Alfaro. Se pensaba que algunos de los líderes del grupo estaban afiliados a Cuba, Libia y Nicaragua, y el propio grupo estaba vinculado a grupos militantes de otros países latinoamericanos, como el M-19 y el Movimiento Revolucionario Túpac Amaru (MRTA), estableciendo un grupo de operaciones conjuntas llamado Batallón América con estos dos grupos. Entre 1986 y 1987, AVC llevó a cabo varios secuestros, robó bancos y una fábrica, se apoderó de varias estaciones de radio para difundir su manifiesto y mató a cuatro policías mientras recuperaba a un miembro del grupo de la custodia policial. En su apogeo, AVC llegó a tener entre 200 y 300 miembros. Los exmiembros del AVC aseguran que la organización no perpetró atentados contra la población o ataques a gran escala, según Santiago Kingman, el ideólogo principal de AVC "...toda bomba estallando sola, sin sentido... toda matanza de una persona desarmada era una estupidez".
En respuesta a esta actividad, el gobierno comenzó a realizar redadas contra el grupo. El líder del grupo, Arturo Jarrin, murió durante un tiroteo con las fuerzas gubernamentales en octubre de 1986. Para 1987, un gran número de líderes y miembros de la AVC habían sido asesinados o arrestados. En 1989, el gobierno de Ecuador llegó a un acuerdo con AVC, y el grupo acordó poner fin a su violencia. En 1991, el grupo se reformó oficialmente como partido político legítimo. Un año después, ocho miembros del grupo hicieron una entrada ilegal, pero no violenta a la embajada británica en Quito, exigiendo la liberación de un líder del grupo que luego fue encarcelado por el gobierno ecuatoriano.
Fueron responsables de varias acciones delictivas, asaltos a mano armada a bancos, robos, y secuestros; destacando el secuestro de Nahim Isaías Barquet, gerente general del banco Filanbanco, en septiembre de 1985, quien murió durante la intervención para su rescate realizada de la Unidad Antiterrorista de la Brigada de Fuerzas Especiales del Ejército Ecuatoriano, ordenada por el entonces presidente León Febres-Cordero.
Debido a la muerte en 1986 de su líder, Arturo Jarrín, arrestos y la muerte de varios otros miembros en el mismo año resultado de las acciones efectuadas por las fuerzas de seguridad del Estado ecuatoriano, AVC perdió fuerza y quedó prácticamente eliminado debido a una derrota operativa y militar. De acuerdo al libro El remanente de AVC entregó sus armas formalmente en 1991. El saldo de la campaña de AVC entre 1983 y 1988 fue: 16 miembros de AVC, seis miembros del M-19, 14 policías muertos más de 20 heridos y el banquero Nahim Isaías.

## Antecedentes
AVC surgió durante una crisis económica en la década de los 80. Durante los años 70 Ecuador experimentó una tasa de crecimiento económico anual del 8.1% debido en parte a los altos precios del petróleo. En 1982 la economía se estancó debido a la caída del precio del petróleo y a la simultánea subida de las tasas de interés en los mercados internacionales. Las clases medias y altas fueron las que más se beneficiaron de la bonanza petrolera, pero las clases populares fueron las que sufrieron los costos del ajuste económico cuando la bonanza se acabó.
Comenzando con el presidente Osvaldo Hurtado (1981-1984) el gobierno del Ecuador aplicó medidas dictadas por el Fondo Monetario Internacional (FMI) para reestructurar la economía. Estas medidas incluían: reducir el gasto fiscal, devaluar la moneda local y aumentar los precios.
El gobierno de Febres-Cordero (1984-1988) exacerbó la crisis económica. Con el precio del petróleo más bajo registrado hasta ese momento en 1986 Su equipo económico estaba compuesto por tres economistas plenamente identificados con el sector empresarial: Carlos Julio Emanuel, Francisco Swett y Alberto Dahik.
Ellos devaluaron al Sucre, fomentando las exportaciones agrícolas y favoreciendo a grupos económicos. Al mismo tiempo eliminaron los controles de precios y redujeron el subsidio de la gasolina, incrementando el precio de esta en un 70 por ciento. El impacto de la crisis sobre los sectores populares aumentó el desempleo y la inflación y redujo el consumo. La crisis se sintió particularmente en los sectores pobres de las ciudades con una caída promedio del ingreso real urbano del 8,7 por ciento anual de 1981 a 1989, la caída más grande entre los países latinoamericanos.
De acuerdo con sus miembros, AVC fue una respuesta violenta a esta situación. Arturo Jarrín, el líder de AVC, dijo que la organización tenía tres objetivos: democracia auténtica, justicia social y una economía nacional independiente que no satisfaga las necesidades de economías extranjeras.

## Formación
AVC fue formado principalmente por estudiantes universitarios de clase media teniendo un enfoque de guerrilla urbana. Se formó en parte de otras organizaciones revolucionarias como el Movimiento de Izquierda Revolucionaria (MIR). El MIR contaba con dirigentes estudiantiles, como:
- Fausto Basantes y Ricardo Merino del Instituto Nacional Mejía de Quito[29]
- Arturo Jarrín. y Hamet Vásconez del Colegio La Salle de Quito (actualmente La Salle-Conocoto)
- Juan Cuvi y Juan Carlos Acosta del Colegio Americano de Quito
- Edgar Frías del Colegio José Joaquín de Olmedo, de Guayaquil.
- También había exalumnos de los colegios Juan Pío Montúfar, Benalcázar y Cardenal Spellman de Quito.[30]

Arturo Jarrín ingresó a la Universidad Central del Ecuador en Quito, a estudiar sociología, abandonándola durante el cuarto año, tras participar en actividades de organización popular en la Ciudadela Ferroviaria de Quito, se unió a AVC, llegando a convertirse en el líder de la organización siendo elegido en La Primera Conferencia Nacional de AVC realizada en Esmeraldas en febrero de 1983, donde asistieron alrededor de 60 guerrilleros. En ella se eligió al Comando Central formado por tres personas, incluyendo a Jarrín. Previo a esto, en enero Jarrín y otros guerrilleros asaltaron el Banco de Fomento. AVC denominaba a todos los robos bancarios "recuperaciones económicas", que fueron el medio principal de soporte financiero de la organización.

## Asaltos
La siguiente es una lista parcial de los robos a mano armada a instituciones bancarias realizados por los integrantes de AVC con las respectivas cantidades sustraídas. Los montos en dólares estadounidenses son aproximados con la cotización del año en que ocurrieron.
| Fecha         | Ciudad    | Banco                | Sucursal               | Monto (USD) |
| ------------- | --------- | -------------------- | ---------------------- | ----------- |
| julio de 1983 | Quito     | Multicambio          | Matriz                 | 16.000      |
| marzo de 1984 | Quito     | Multicambio          |                        | 9.000       |
| junio de 1984 | Quito     | Banco del Pacífico   | La Villafora           | 43.000      |
| enero de 1985 | Guayaquil | Banco de Descuento   | Carro blindado         | 32.000      |
| abril de 1985 |           | Banco Holandés Unido |                        | 13.000      |
| mayo de 1985  | Guayaquil | Banco Continental    |                        | 4.000       |
| junio de 1985 | Quito     | Banco Consolidado    | Agencia de El Labrador | 18.000      |
| julio de 1985 | Guayaquil | Banco La Previsora   | Sucursal No.7          | 14.020      |

## Cronología

### 1983
Desde inicios del año 1983, el AVC realizó una gran cantidad de operaciones, las mismas incluyeron acciones como robos bancarios y grafito, buscando de esta forma lograr sonoridad en los medios de comunicación, que según el AVC, estaban controlados por la "derecha", y clamando el ataque contra la embajada israelí.
Se realiza la primera Conferencia Nacional entre el 12 y el 14 de febrero de 1983 en Tonsupa Esmeraldas, donde se constituye las "Fuerzas Revolucionarias del Pueblo Eloy Alfaro", bajo la Consigna "Alfaro Vive Carajo" El 11 de marzo, se realizó un intento de asalto al pagador de Casa Baca (Quito), como resultado fueron apresados Ricardo Merino y Vicente López. El 8 de julio, se realizó el robo del Busto de Eloy Alfaro de la sede de la Junta Suprema Liberal en Quito
En julio, se realiza el Asalto al Banco Multicambio en Quito. El 11 de agosto ingresaron al Museo Municipal de Guayaquil y tomaron las espadas de Eloy Alfaro y Pedro José Montero, dejando una pila de panfletos en los que se presentaban: “Los alfaristas desenvainamos estas espadas para iniciar y vigilar la larga lucha popular por alcanzar un Ecuador libre y soberano”. Al pie de los panfletos firmaron: “Montoneros Alfaristas juramos vencer. Alfaro Vive Carajo”.
El 22 de septiembre, en el balneario de Pululahua (Pichincha), Jarrín, Mireya Cárdenas y Edgar Frías ofrecieron una rueda de prensa en la que anunciaron la existencia de la organización.
El 2 de noviembre, fueron tomadas las instalaciones de las emisoras radiales: Noticia, La Fabulosa y Universal de Guayaquil para condenar la intervención de Estados Unidos en Nicaragua.
A finales de 1983 Jarrín y una veintena de guerrilleros viajaron a Libia para recibir entrenamiento militar en uno de los campos patrocinados por Muamar el Gadafi. Basantes y Frías asumieron el control de AVC temporalmente. En octubre, durante un entrenamiento cerca de Esmeraldas, fueron arrestados Basantes y Cárdenas por tenencia ilícita de armas.

### Robo de las espadas de Eloy Alfaro

Guerrilleros del movimiento Alfaro Vive Carajo posan junto a las espadas de Eloy Alfaro.

La primera operación que recibió gran cobertura de los medios de comunicación fue el robo de las espadas de Eloy Alfaro y de Pedro José Montero del Museo Municipal de Guayaquil, el 11 de agosto. En enero de 2012, Rosa Mireya Cárdenas, que fungía como secretaría de Pueblos, como delegada de exmiembros de AVC devolvió las espadas al entonces Presidente del Ecuador Rafael Correa.

### 1984
En abril de 1984, luego del regreso de Jarrín de Libia y la salida de Basantes de la cárcel, los miembros del AVC se reunieron y eligieron un Comando Central formado por Jarrín, Basantes y Frías.
El 4 de mayo el AVC ocupó las oficinas de la Agencia de Noticias del Ecuador (ANE) en Guayaquil para enviar un mensaje contra León Febres-Cordero, entonces candidato a la presidencia del Ecuador, y en apoyo a Rodrigo Borja.
El 12 de junio, los hermanos Ricardo y Lilian Jarrín (ambos disfrazados de religiosos) asaltaron el Banco de los Andes en Quito. El 14 de junio, Jarrín junto a media docena de guerrilleros asaltaron el Banco del Pacífico también en Quito. Luego del robo, Jarrín y otros guerrilleros se refugiaron en la casa de la docente y socióloga, Consuelo Benavides, una trabajadora del Ministerio de Industrias y simpatizante de AVC. La policía los capturó y torturó. Tras el arresto de su hermana y la amenaza de arresto a los padres de estos por parte de la policía, Jarrín confesó su identidad, su membresía al AVC y su participación en el robo al Banco del Pacífico. Benavides por su parte permaneció detenida por meses, acusada de asociación ilícita. Fue liberada el 14 de abril de 1985 tras lo cual contactó al AVC en una zona rural de Esmeraldas.
El 10 de agosto, el día en que Febres-Cordero asumió la presidencia del Ecuador, el AVC tomó varias estaciones de radio para anunciar su oposición al gobierno entrante. En diciembre AVC robó juguetes de una fábrica de Quito para luego repartirlos entre los moradores de los barrios pobres de la ciudad. A fines de ese mes Hamet Vásconez, quien había estado en El Salvador, llegó al Ecuador y se unió al Comando Central de AVC, reemplazando a Jarrín, quien estaba detenido en el Penal García Moreno de Quito.
El 1 de noviembre, tomaron el diario Hoy y obligaron a incluir en su edición dos páginas con información del grupo. El 8 de noviembre, secuestraron a un reportero del diario Meridiano de Guayaquil para forzar una entrevista a Fausto Basantes Borja.

### 1985
El 2 de enero, asaltaron un vehículo blindado del Banco de Descuento en Guayaquil, resultando en la muerte de un guerrillero Jorge Lima Trujillo y la dentención de otro.
El 12 de marzo, asaltaron la bodega de armas de la Policía Nacional en el cuartel de la Central de Radiopatrullas. Siete guerrilleros vestidos de policías, uno con insignias de teniente, redujeron a los cinco policías de guardia, cortaron las líneas telefónicas, desconectaron el sistema de radio; robando 631 revólveres calibre 38, 40 carabinas y varias cajas de balas. Días después la policía encontró parte del armamento en un lote baldío. En abril Hamet Vásconez fue arrestado y su puesto en el Comando Central de AVC fue tomado por Pedro Moncada. También fue detenido el colombiano Fernando Carmona guerrillero del M-19 El 29 de abril del mismo año es secuestrado el director del desaparecido Instituto de Reforma Agraria y Colonización José Franco Piedra, siendo llevado por una camioneta roja, resultando levemente lesionado su padre que impidio que se lo llevaran. En una llamada anónima el grupo Alfaro Vive se atribuyó el secuestro.
El 10 de mayo tomaron la radio Iris de Esmeraldas para difundir una proclama del AVC. El 21 de mayo, asaltaron el Banco Continental de Guayaquil. El 24 de mayo tomaron las emisoras Z-1, 11-Q y Radio Uno de Guayaquil. El 29 de mayo tomaron la Radio Continente.
El 2 de agosto asaltaron un vehículo blindado de Filanbanco en Guayaquil, donde fueron detenidos Enrique Mejía y Joel Vargas. El 9 de agosto asaltaron una fábrica de PRONACA en la vía a El Quinche donde fueron detenidos tres miembros. El 30 de agosto, durante un operativo policial en la ciudadela Alborada de Guayaquil, muere un miembro y son arretados otros cuatro.
El 16 de octubre, tomaron la embajada de México en respuesta a la ruptura de sus relaciones diplomáticas con Nicaragua. El mismo tomaron en Radio Visión para obligarlos a realizar una entrevista a Arturo Jarrín. El 25 de octubre asaltaron la agencia del Citibank en Quito disfrazados de monjas y vendedores de lotería.
El 7 de diciembre asaltaron un almacén de ENPROVIT en Durán.

#### Escape del penal García Moreno
Al amanecer del 28 de abril, el AVC lanzó una operación para liberar a Jarrín y Vásconez del Penal García Moreno. Desde un local comercial cercano cavaron un túnel por el cual escaparon Jarrín, Vásconez y otros dos miembros del AVC, aprovechando el cambio de turno de los guardias. El túnel desembocó en el patio del Penal, donde los miembros del AVC realizaban ejercicios. La construcción del túnel fue supervisada por Marco Troya, un ex-minero.

#### Secuestro Nahim Isaías
El primer secuestro montado por AVC ocurrió en agosto de 1985, cuando secuestraron por 26 días a Nahim Isaías, dueño de Filanbanco, muriendo en el operativo que trataba de liberarlo. El AVC quería 5 millones de dólares por su rescate con los que planificaba entrenar guerrilleros junto al M-19 colombiano y formar una guerrilla rural en el Ecuador. Un objetivo secundario era hacer una declaración política, al ser este parte de la oligarquía bancaria y comercial ecuatoriana. Pensando que el gobierno no pondría en riesgo la vida de Isaías y se negociarían un rescate financiero.
Juan Cuvi, Juan Carlos Acosta y guerrilleros colombianos del M-19 siguieron las actividades de Isaías por meses hasta encontrar una debilidad en sus medidas de seguridad. El 7 de agosto ejecutaron su plan, cuando Isaías llegaba a su casa de campo, conocida como "Las Alturas", a 8 kilómetros de Guayaquil en la vía a Daule. Su plan era llevarlo a una casa segura en Manta. Luego del secuestro, los guerrilleros abandonaron la casa de Isaías en dos automóviles: uno llevaba al secuestrado con guerrilleros y el otro a Juan Cuvi y Juan Carlos Acosta. El vehículo de Cuvi y Acosta paró en una gasolinera en Nobol donde una unidad policial que patrullaba la zona los arrestó. Los guerrilleros del segundo vehículo intercambiaron disparos con la policía y se fugaron hacia Guayaquil, donde tuvieron que llevar a Isaías a una casa del barrio La Chala.
Tanto Cuvi como Acosta fueron torturados por la policía y por miembros de inteligencia militar. Acosta murió el 28 de agosto en un hospital luego de ser severamente torturado. A Acosta le habría sido negada la atención médica hasta que su familia intervino (su padre era un exministro de relaciones exteriores), de acuerdo con la versión oficial él resultó herido durante su detención después de que disparara a miembros de la policía. El presidente de la República aseguró que él personalmente había intervenido en el caso para poder salvar su vida. Según su madre, Laura Coloma de Acosta, quien lo visitó en el hospital antes de su muerte, su cuerpo estaba cubierto de moretones y sus testículos estaban destrozados.
Isaías permaneció secuestrado en la casa del barrio La Chala hasta el 31 de agosto, cuando la policía rodeó la casa. Para liberarlo se demandaba un rescate de $10 millones y un avión para salir del Ecuador.
Acorde con la política estatal de no negociar con terroristas, el 2 de septiembre a las 03h26 se ordenó a la Unidad Antiterrorista de la Brigada de Fuerzas Especiales del Ejército Ecuatoriano realizar una operación de rescate. Según el gobierno, miembros de la familia Isaías se encontraban presentes al momento de ordenar la operación. Como resultado, tanto Isaías como sus secuestradores murieron. El fracaso de esta operación derribó el primer intento del AVC de generar una base económica.

#### Intento de secuestro a Eduardo Granda
El 18 de diciembre el AVC intentó sin éxito, secuestrar a Eduardo Granda, heredero de la familia entonces dueña del canal televisivo Teleamazonas, el plan era capturarlo antes de ingresar a su domicilio, en el norte de Quito, pero este se defendió con una pistola hiriendo a un guerrillero, que sería capturado en un hospital donde era tratada su herida.

### 1986
Durante 1986 las acciones realizadas por el gobierno neutralizaron casi completamente al AVC, buscando principalmente eliminar a sus líderes (Jarrín, Basantes y Vásconez). El gobierno tuvo el apoyo de un informante dentro del AVC, Fernando Flores, quien accedió a colaborar a cambio de una visa estadounidense. Ayudó a la policía a montar una emboscada en la Avenida de la Prensa en Quito en la que Basantes murió el 4 de enero.
El 31 de enero, intentaron volar las torres 3 y 4 del Sistema Nacional Interconectado en la Panamericana Sur, km. 11-12, con cargas de dinamita. El 4 de febrero detonaron una bomba panfletaria en el hall del IESS en Quito.
El 7 de marzo, luego de robos simultáneos al Banco del Pichincha y al banco Caja de Crédito Agrícola Ganadero en Sangolquí, fueron arrestados cuatro guerrilleros en el asalto al Banco del Pichincha y ocho en el asalto al Banco Caja de Crédito Agrícola Ganadero. Moncada evadió el arresto inicial pero fue atrapado por la policía luego en una casa de seguridad en Guayaquil.
El 28 de junio, Ricardo Merino murió en un asalto de la policía en su casa en Azuay, Cuenca.
El 19 de agosto, seis miembros guerrilleros disfrazados de médicos y liderados por Luis Flores, entraron al hospital Eugenio Espejo de Quito para rescatar a su compañero Leonardo Vera, quien había sido hospitalizado luego de recibir una puñalada en el Penal García Moreno. Durante la operación, murieron tres policías que custodiaban a Vera. A los pocos días Vera fue recapturado junto a tres personas cuando intentaban salir del Ecuador por la frontera norte hacia Colombia.
El 11 de septiembre, tres guerrilleros y un policía murieron en fuego cruzado luego de un robo al Banco de la Producción en Quito.
El 29 de septiembre, en un asalto de la policía a una casa de seguridad murieron 2 guerrilleros y la esposa de uno de ellos.

#### Captura y asesinato de Arturo Jarrín
Las bajas sufridas por la organización, tanto muertos como arrestados, destruyeron la capacidad de AVC de continuar su lucha armada. Jarrín, el único líder que quedaba, intentó huir a Cuba o Yugoslavia, pero fue arrestado en Panamá por agentes del servicio de inteligencia panameño a petición del gobierno ecuatoriano, el 24 de octubre cuando salía de una oficina de teléfonos donde los agentes lo estaban esperando. Siendo extraditado a las pocas horas. Dos días más tarde Jarrín apareció muerto en Carcelén, al norte de Quito. Su cuerpo presentaba varios impactos de bala y evidencias de tortura. La versión oficial fue que Jarrín había muerto en un combate con la policía en Quito. Según el ministro Luis Robles, Jarrín estaba armado con un revólver y se había resistido al arresto.

Según Mauricio Samaniego, exmiembro del AVC: 
Además de haber tenido una derrota militar con una acción represiva totalmente desproporcionada, (el movimiento) también sufrió una derrota mediática mayor durante el gobierno de León Febres-Cordero que incluso se extendió después.
Una versión de prensa indica que AVC dio muerte a alrededor de una docena de policías. Otra fuente dice que AVC mató a cuatro policías: Galo Miño y los tres escoltas de Leonardo Vera en el Hospital Eugenio Espejo.

## Respuesta del gobierno
El gobierno del entonces presidente León Febres-Cordero bajo la consigna “Vamos a combatir el terrorismo, como la máxima expresión del crimen en la sociedad”, y su ministro de gobierno, Luis Robles, llevó a cabo diversas acciones con el objetivo de eliminar al AVC, quienes lo consideraban represión sistemática. Para ello se conformó un departamento del Servicio de Investigación Criminal, conocido como SIC-10, y la Unidad de Investigaciones Especiales (UIES), cuya misión era neutralizar a los guerrilleros, más tarde se denunciaría el uso de tortura y asesinato. El presidente sobre el tema diría 
Me tocó enfrentar la desgracia del terrorismo, no se olvide que algunos ecuatorianos fueron secuestrados, algunos ecuatorianos murieron y que se mató por la espalda. 
El gobierno también contrató los servicio de inteligencia de la empresa isrealí International Security and Defence Systems (ISDS). También se coordinó entrenamiento y asesoría del Grupo Especial de Operaciones (GEO) de la Policía española.
Simultáneamente, el gobierno organizó una campaña de propaganda en los medios de comunicación, ofreciendo cinco millones de sucres a cambio de información que permitiese la captura de Arturo Jarrín, Hamet Vásconez, Fausto Basantes, Edgar Frías y Justina Casco.

### Acusaciones de uso de tortura
Se ha denunciado que la tortura fue aplicada como técnica habitual para obtener información de los detenidos, principalmente consistiendo en:
- Golpes con puños y palos,
- Poner papel periódico en la boca y fundas plásticas sobre la cabeza para que simular asfixia,
- Ser desnudados, colgados de los pies e introducidos en un tanque de agua hasta que todo el tronco del cuerpo quede sumergido.
- Ser colgados de los pulgares, con las manos amarradas tras del cuerpo.
- Aplicación de descargas eléctricas, especialmente en los órganos genitales.
- Presiones psicológicas, como amenazas contra los familiares del detenido.

### Acusaciones de muertes extrajudiciales
El 4 de diciembre de 1985, Consuelo Benavides fue arrestada, torturada y ejecutada en la provincia de Esmeraldas. Su cadáver fue encontrado nueve días después en una zanja.
En 1986, cayeron en acción o fueron asesinados: Gladys Almeida, Fausto Basantes, Luis Flores, Arturo Jarrín, Argentina Lindao, Ricardo Merino, Yuri Moncada, Roberto Regalado, Marcelo Saravia, Sayonara Sierra y Hamet Vásconez.
Según el informe de la Comisión de la Verdad, las fuerzas de seguridad del Estado ecuatoriano ejecutaron extrajudicialmente a 16 miembros de AVC (y 6 miembros del M-19). Sesenta y seis miembros fueron torturados.

## Entrega de armas y proceso de paz
Durante la presidencia de Rodrigo Borja, se realizó la entrega de Armas del movimiento durante un proceso de paz en el cual intervinieron una comisión de investigadores internacionales conformado por el constituyente colombiano Antonio Navarro Wolf, el expresidente de Uruguay Julio María Sanguinetti, el 26 de febrero de 1991 Juan Cuvi anunció en la ciudad de Quito el acuerdo.

## En la cultura popular
El grupo es el tema de los documentales Alfaro Vive Carajo: Del sueño al caos, dirigido por Isabel Dávalos (2007) y Alfaro Vive Carajo, de Mauricio Samaniego (2015).
El grupo de rock post-hardcore At The Drive-In tiene un sencillo llamado ¡Alfaro Vive, Carajo!